# Sierra de Noez
La sierra de Noez es la mayor unidad geográfica del municipio de Noez (provincia de Toledo, España). Se configura como un monte isla que precede a los Montes de Toledo, solitario en la llanura de la vega del Tajo. El pico de Noez, con sus 1034 metros de altura, es la cota más alta de la zona centro de la provincia.

## Flora y fauna
La sierra posee escasa vegetación, siendo en su mayoría zona de matorral y retamar. La cara norte, sin embargo, está cubierto de un bosque de encinas y también se desarrolla un importante pinar de pino carrasco en la ladera oeste, hacia la localidad de Noez.
La fauna es igualmente escasa. Se compone, entre otros animales, de conejos, liebres, perdices, así como de jabalíes y corzos.

## Senderismo
- Ruta Dos Hermanas: Parte desde el mismo centro de Noez y se encuentra balizada con el color azul. Es la principal ruta senderista, ya que alcanza el Pico Noez, la máxima altitud de la sierra.[1]

- Ruta de la Rosa de los Vientos: Sube a la cima del Pico Noez, hasta la Rosa de los Vientos esculpida en su cima, que muestra los pueblos de la zona.

## Vías de comunicación
La vía de comunicación más importante que atraviesa la zona es la carretera autonómica CM-401 que enlaza los pueblos de la zona con Toledo. La carretera TO-3521 comunica con el pueblo de Noez.